# Madeirarog
De madeirarog (Raja maderensis) is een vissensoort uit de familie van de Rajidae. De wetenschappelijke naam van de soort is voor het eerst geldig gepubliceerd in 1838 door Lowe.